# Distretto di Bachčisaraj
Il distretto di Bachčisaraj (in russo Бахчисарайский район?; in ucraino Бахчисарайський район?; in tataro:Bağçasaray rayonı) è un rajon della Repubblica di Crimea con 91.263 abitanti al 2013. Il capoluogo è Bachčisaraj.

## Geografia antropica
Il distretto è suddiviso in una città, tre insediamenti urbani e 15 insediamenti rurali con 79 villaggi.

### Città
- Bachčisaraj

### Insediamenti di tipo urbano
- Kujbyscheve
- Nautschnyj
- Poschtove

## Popolazione
I dati demografici aggiornati secondo il censimento del 2001 registravano:
- Russi: 50.236 (54,3%)
- Tartari di Crimea: 19.695 (21,3%)
- Ucraini: 18.158 (19,6%)
- Tatari: 1.254 (1,4%)
- Bielorussi: 1.156 (1,2%)
- Uzbeki: 207 (0,2%)
- Armeni: 183 (0,2%)
- Azeri: 159 (0,2%)
- Moldavi: 159 (0,2%)